# Aleksandra Drejgier
Aleksandra Drejgier (ur. 15 czerwca 1991) – polska kolarka torowa, mistrzyni i reprezentantka Polski.

## Kariera sportowa
Była zawodniczką PTC Pruszków.
Na mistrzostwach Polski seniorek zdobyła złoty medal na 500 m ze startu zatrzymanego w 2007, 2008 i 2009, złoty medal w sprincie (2007), złoty medal w sprincie drużynowo (2007, 2008, 2009), srebrny medal w sprincie (2009), srebrny medal w keirinie (2007), brązowy medal w keirinie (2008, 2009), brązowy medal w scratchu (2007)
Spore sukcesy międzynarodowe odnosiła jako juniorka, zdobywając wicemistrzostwo świata w sprincie drużynowym w 2008, mistrzostwo Europy w sprincie drużynowym w 2008 oraz wicemistrzostwo Europy w sprincie drużynowym w 2009.
Reprezentowała Polskę na mistrzostwach świata seniorek w 2009 (500 m ze startu zatrzymanego - 21. miejsce, sprint drużynowy - 9. miejsce) i 2010 (sprint drużynowy - 9. miejsce).
Zakończyła karierę przedwcześnie w 2011.